# Абдул-Латиф ибн Юсуф аль-Багдади
Муваффакуддин Абу Мухаммад Абдул-Лати́ф ибн Юсуф аль-Багдади́ (араб. عبداللطیف البغدادي‎;
1162, Багдад — 8 ноября 1231, Багдад) — учёный государства Айюбидов.

## Биография
Изучив различные отрасли знаний, отправился в Дамаск, где султан Саладин собирал вокруг себя известнейших учёных того времени. Был послан султаном в Каир, где познакомился со знаменитым еврейским учёным Маймонидом. В Каире, а позже в Дамаске, Иерусалиме и Алеппо, занялся изучением медицины. Умер в Багдаде на пути в Мекку.

## Наследие
Оставил много произведений по грамматике, риторике, богословию, юриспруденции и медицине. По словам его биографа Ибн Абу Усайбиа, из 136 его произведений половина посвящена медицине.
Лучший его труд «Abdollatiphi historiae Aegypti compendium» (Оксфорд, 1800) издан англичанином Уайтом на арабском и латинском языках; позднее мастерски переработан Сильвестром де Саси на французский: «Relation de l’Egypte» (Париж, 1810). Это произведение — прекрасное описание Египта, где Абд аль-Латиф показал себя сведущим и правдивым наблюдателем, хотя недостаточно сильным критиком. Выдержка из «Истории врачей» Ибн Аби-Осейбии, заключающая в себе и биографию Абд аль-Латифа, издана Монслеем (Оксфорд, 1808).